# Калбах (Хесен)
Калбах (њем. Kalbach) општина је у њемачкој савезној држави Хесен. Једно је од 23 општинска средишта округа Фулда. Према процјени из 2010. у општини је живјело 6.365 становника. Посједује регионалну шифру (AGS) 6631016.

## Географски и демографски подаци
Калбах се налази у савезној држави Хесен у округу Фулда. Општина се налази на надморској висини од 382 метра. Површина општине износи 70,6 km². У самом мјесту је, према процјени из 2010. године, живјело 6.365 становника. Просјечна густина становништва износи 90 становника/km².